# Frank Hubbard
Frank Twombly Hubbard (15 de mayo de 1920 - 25 de febrero de 1976) fue un fabricante estadounidense de instrumentos musicales de teclado, un pionero en el resurgimiento de los métodos históricos de construcción de clavicordios.

## Época estudiantil
Nacido en Nueva York, Hubbard estudió literatura inglesa en Harvard, graduándose en 1942 y obteniendo una maestría en 1947. Uno de sus amigos era William Dowd, que estaba interesado en los instrumentos antiguos. Juntos construyeron un clavicordio. Esta conexión, aunada con su curiosidad sobre la construcción de violines y como violinista aficionado, además de la disponibilidad de libros sobre instrumentos musicales en la biblioteca que frecuentaba, condujeron a Hubbard a su interés sobre el clavicordio histórico.
Mientras continuaban sus estudios de licenciatura en Harvard, Hubbard y Dowd decidideron abandonarlos, para dedicarse a construir instrumentos musicales. En 1947, Hubbard viajó a Inglaterra, convirtiéndose en aprendiz en el taller de Arnold Dolmetsch en Haslemere. Aquí no aprendió demasiado sobre el clavicordio histórico, así que se unió al taller de Hugh Gough en Londres en 1948, con quien trabajó durante un año. Durante este tiempo, pudo visitar colecciones de instrumentos de teclado antiguos por toda Europa, y analizar realizaciones de fabricantes históricos. Estudió viola da gamba con Edgar Hunt en el Trinity College of Music para conseguir la pensión de subsistencia (denominada G.I. Bill), a pesar de que su dedicación a fabricar instrumentos, no le dejaba ningún tiempo para practicar.

## Clavicordios históricos
Regresó a los EE. UU. en 1949 y fundó un taller con Dowd, comstruyendo clavicordios basándose en principios históricos, más allá del estilo moderno del siglo XX (denominado como "revival') adoptado virtualmente por todos los fabricantes profesionales, como Robert Goble. Encontraron trabajo como restauradores de clavicordios de colecciones públicas y privadas, lo que contribuyó a mejorar sus propias técnicas de diseño y construcción. En 1958 la sociedad se disolvió, y Hubbard formó su taller propio en su propiedad de Lyman, en Waltham; mientras que Dowd abrió un taller más grande en Cambridge.
De 1955 a 1958, gracias a su ingreso en el Programa Fulbright y en la Sociedad Filosófica Americana, pudo examinar muchas más colecciones de instrumentos en Europa. De 1967 a 1968, instaló un taller de restauración para el Musée Instrumental en el Conservatorio de París. En el los años 1970, impartió cursos en Harvard y en la Universidad de Boston. En la época de la publicación de su libro, Tres Siglos de Construcción de Clavicordios, en 1965, Ralph Kirkpatrick escribió que "indudablemente sabe más sobre la historia y construcción de clavicordios que cualquier otra persona viva".
Desarrolló un clavicordio en 1963 (basado en un instrumento Pascal Taskin de 1769), que se vendía en una caja bajo la fórmula hágalo usted mismo. Incluía un manual y todas las partes cruciales, con los elementos de madera en su grosor correcto, pero sin acabar. De este modo cualquier persona con buenas herramientas de carpintería y un conocimiento básico sobre la construcción de clavicordios, con dedicación y un trabajo cuidadoso, era capaz de producir un buen instrumento. Hacia 1975, aproximadamente 1000 de estos instrumentos habían sido producidos. Algunas cajas de clavicordio de Hubbard han sido (y todavía lo son en el siglo XXI) utilizadas en recitales de primera categoría en todo el mundo.
Violinista aficionado, también restauró numerosos violines antiguos, devolviéndolos a su estado original, fabricando arcos de diseño primitivo (anteriores al desarrollo del arco moderno, obra del lutier francés François Tourte (1747-1835)) para violas y otros instrumentos de la familia del violín.
Ha sido descrito como "un gentilhombre de los siglos XVIII y XX, un anglófilo y un francófilo que parecía desaprobar muchas de las cosas alemanas e italianas". Murió en 1976 en Wellesley, Massachusetts.

## Eponimia
- El asteroide (9662) Frankhubbard lleva este nombre en su memoria.

## Libros
- Frank Hubbard: Three Centuries of Harpsichord Making (Harvard University Press, 1965); ISBN 0-674-88845-6 – the authoritative work on the history and construction of the harpsichord when it was published.
- Frank Hubbard: Harpsichord Regulating and Repairing (Tuner's Supply Inc., 1962); ASIN: B0007DXD2C
- Reconstructing the Harpsichord, The Historical Harpsichord: a Monograph Series in Honor of Frank Hubbard, ed. Howard Schott (Pendragon Press, 1983), 1–16